# Linie 1 (Metro Neapel)
Die Linie 1 ist die älteste Linie der Metropolitana di Napoli, der vom Verkehrsunternehmen Azienda Napoletana Mobilità (ANM) betriebenen U-Bahn in Neapel. Sie führt von Piscinola-Scampia im Norden der Stadt als Hochbahn nach Süden. Der beträchtliche Höhenunterschied zum Meer wird mit einer Dreiviertelschleife überwunden. Von der Innenstadt wird die Strecke zum Bahnhof Napoli Centrale geführt, wobei sie auf indirekter Route noch das Rathaus (Municipio) anbindet. Seit April 2025 endet sie zwei Kilometer weiter an der Station Centro Direzionale. 
Im Schnitt wird die Linie von 6:00 bis 21:00 Uhr alle acht Minuten bedient, in den Nebenverkehrszeiten fährt sie im 15-Minuten-Takt.
Die Linie ist 20,7 Kilometer lang und bedient 20 Stationen, wobei die Fahrtzeit etwa 33 Minuten beträgt. Der Großteil der Strecke verläuft im Tunnel, mit Ausnahme des Abschnitts Colli Aminei–Piscinola-Scampia, der als Hochbahn ausgeführt ist. Die Linie 1 ist auch unter dem Namen „metropolitana collinare“ bekannt, da sie mehrere hügelige Stadtteile bedient, darunter Vomero, Colli Aminei und die Krankenhauszone.
Im März 2025 befanden sich die Abschnitte von Centro Direzionale nach Capodichino und von Piscinola-Scampia nach Di Vittorio im Bau, um den Ring zu schließen.
Die Linie 1 kreuzt die Linie 2 an den Stationen Napoli Piazza Garibaldi (Garibaldi) und Napoli Piazza Cavour (Museo); die Linie 6 bei der Station Municipio und die Linie 11 bei Piscinola-Scampia.
Im Jahr 2009 erhielt die Linie 1 in London den „Most Innovative Approach to Station Development Award“ für die künstlerische Gestaltung ihrer Stationen und setzte sich gegen über 300 Mitbewerber durch.

## Strecke
Aufgrund der komplexen Morphologie Neapels weist die Linie 1 erhebliche Steigungen auf. Auch der Streckenverlauf ist äußerst anspruchsvoll: Ein Abschnitt der U-Bahn beschreibt eine sehr enge und steile Kurve, während ein anderer Teil spiralförmig verläuft, sodass die Strecke denselben Punkt wie zuvor durchquert, jedoch in einer tieferen Ebene. Hierbei handelt es sich um einen Kehrtunnel. 
Nach Fertigstellung wird die Strecke eine Länge von etwa 25 Kilometern erreichen. Die Spurweite beträgt 1435 mm (Normalspur).
Die Linie verläuft vollständig unterirdisch, mit Ausnahme des Abschnitts Piscinola-Colli Aminei, der auf einem Viadukt verläuft. Die Stromversorgung erfolgt über eine Oberleitung mit einer Gleichspannung von 1500 Volt.
Jede Station ist mit zwei Bahnsteigen ausgestattet, die jeweils einer Fahrtrichtung dienen, außer in Fällen von Betriebseinschränkungen. Die Linie ist so konzipiert, dass die Züge in zwei separaten Tunneln verkehren, mit Ausnahme der Abschnitte Piscinola-Colli Aminei und Montedonzelli-Vanvitelli, wo die Gleise in einem einzigen Tunnel verlaufen.
Die meisten Stationen verfügen über Seitenbahnsteige, mit Ausnahme der Abschnitte Colli Aminei-Montedonzelli und Salvator Rosa-Museo, in denen Mittelbahnsteige verwendet werden. In der Station Rione Alto sowie den Stationen im Abschnitt Vanvitelli-Garibaldi sind Kunstinstallationen ausgestellt.
Im Abschnitt Piscinola-Colli Aminei sind die Schwellen auf einem Schotterbett verlegt, während sie in den übrigen Tunneln direkt auf einer Betonschicht ruhen.
Der Zugverkehr erfolgt auf dem linken Gleis, wie auf allen U-Bahn-Linien von Neapel. Bei Störungen oder Unterbrechungen können Züge in den hierfür vorgesehenen Stationen Colli Aminei, Medaglie d’Oro, Vanvitelli oder Dante umkehren.
Die geologischen und hydrogeologischen Bedingungen der Stadt hatten einen erheblichen Einfluss auf den Bau der Linie. Ingenieurtechnische Lösungen wurden entwickelt, um die Eigenschaften des Bodens zu bewältigen, der aus Tuffstein und anderen typischen Gesteinsformationen der Region besteht.

## Geschichte

### Die Ursprünge
Im Jahr 1963 schlug die Ente Autonomo Volturno (EAV) der Stadtverwaltung von Neapel ein Projekt für eine Standseilbahn vor, die den Stadtteil Vomero mit dem Museo verbinden sollte. Die städtische Verkehrskommission diskutierte jedoch über alternative Lösungen zur Standseilbahn. Mitte der 1960er-Jahre wurde die Planung und der Bau einer echten U-Bahn thematisiert. Im Januar 1966 legte die EAV ein Projekt vor, das Piazza Matteotti mit Piazza Medaglie d’Oro verbinden und bis zur Krankenhauszone und zu den Colli Aminei erweiterbar sein sollte. Im darauffolgenden Jahr genehmigte die Stadtverwaltung die Idee und erteilte der EAV „grünes Licht“ für die Umsetzung. Gleichzeitig setzte die EAV eine Kommission ein, die die Planung einer U-Bahn-Linie untersuchen sollte.
Die geplante U-Bahn sollte etwa 4,5 Kilometer lang sein und zwölf Stationen umfassen, mit einem durchschnittlichen Abstand von 375 Metern zwischen den Haltestellen. Nach eineinhalb Jahren genehmigte die Stadtverwaltung das Projekt. Am Tag der Genehmigung legte die EAV eine aktualisierte Version des Projekts vor und beantragte gleichzeitig die Konzession für Bau und Betrieb, die jedoch abgelehnt wurde.
Zwischen 1968 und 1971 versuchte auch die ATM, eine Alternative zur Zahnradbahn zu finden, während die ATAN ein Grundkonzept für eine U-Bahn vorstellte. 1970 beantragte sie eine Finanzierung, die jedoch aufgrund eines fehlenden umfassenden Verkehrsplans abgelehnt wurde, was das Scheitern der ursprünglichen Projektideen zur Folge hatte. Ein Jahr später wurden Mittel in Höhe von etwa 42 Milliarden Lire bereitgestellt, allerdings unter der Bedingung, dass die Verbindung bis zum Hauptbahnhof hergestellt werden sollte. Das Projekt wurde ausgearbeitet, doch die staatlichen Mittel wurden eingefroren, sodass es nie realisiert wurde.

## Künstlerisches und archäologisches Erbe

### Kunststationen

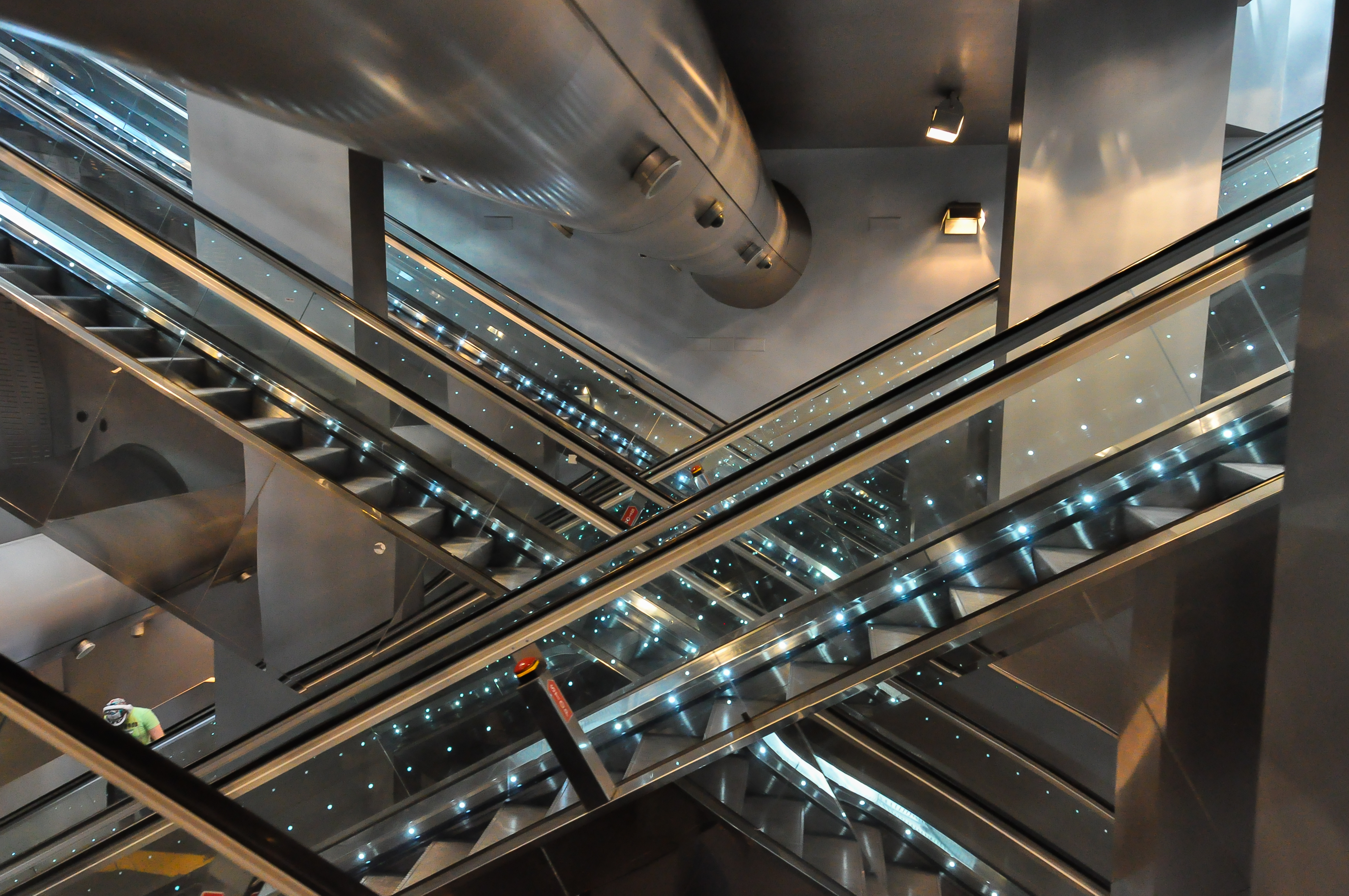
Rolltreppen der Station Garibaldi.
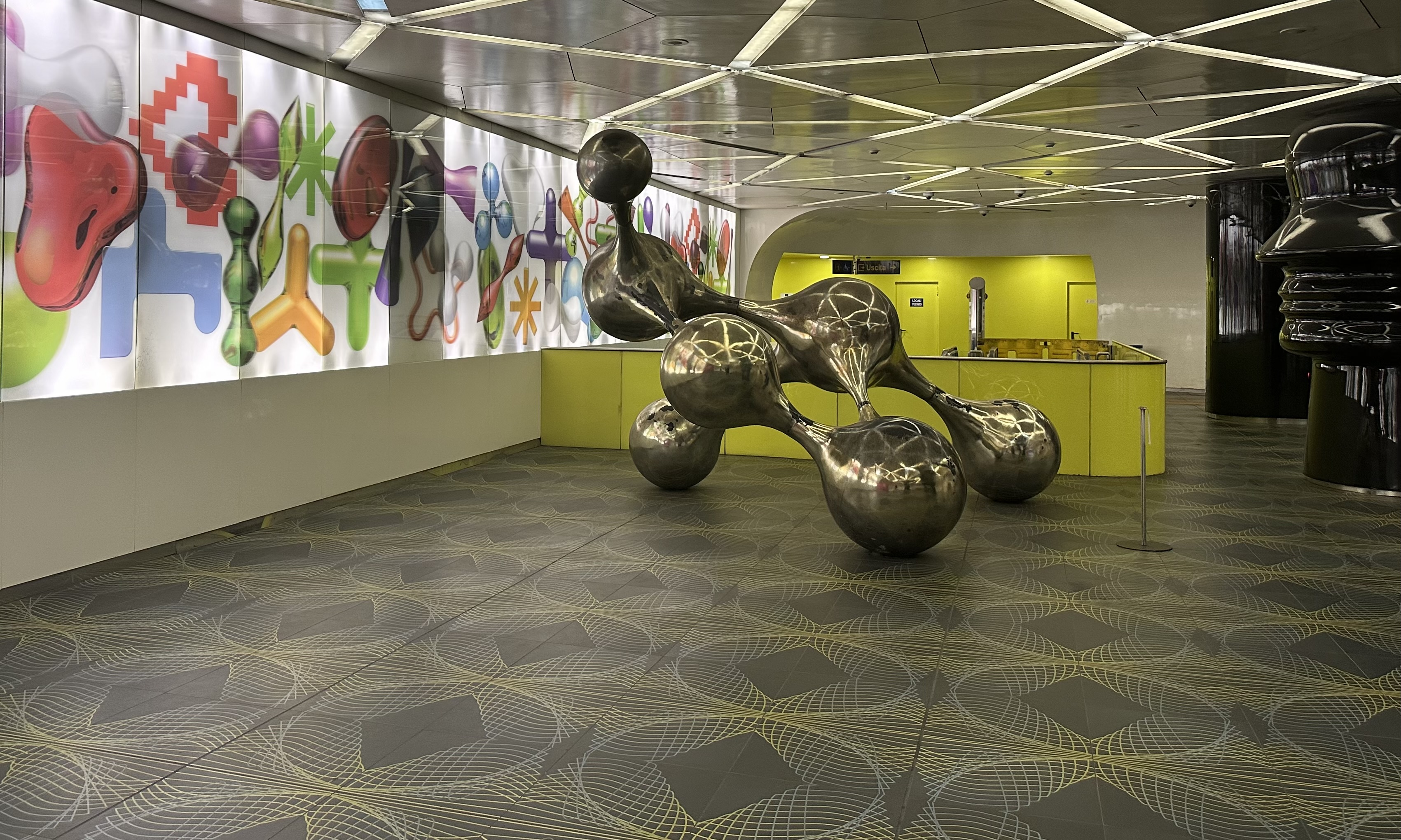
Skulptur Synapsi in der Station Università.
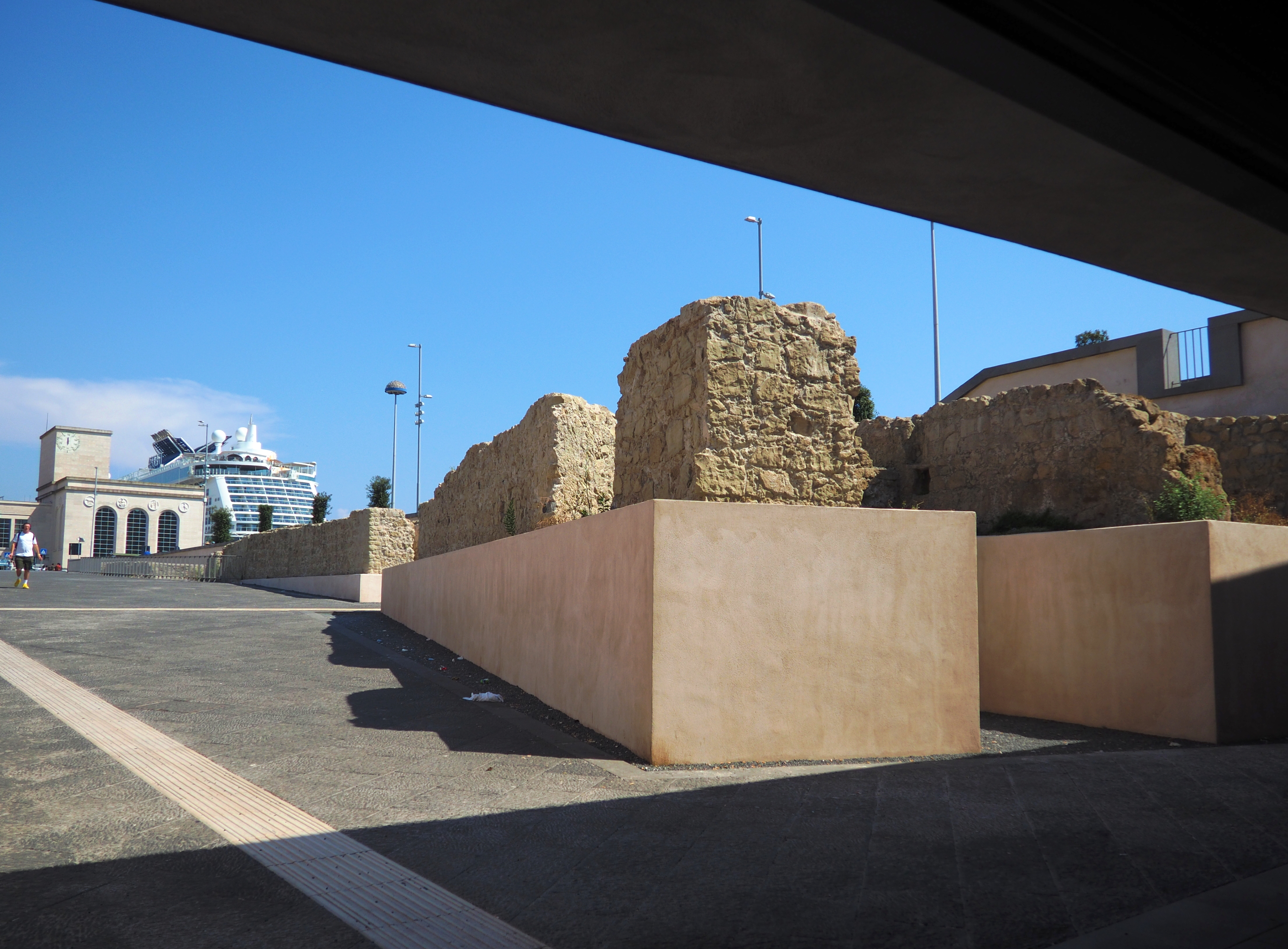
Hafen von Neapel vom Ausgang der Station Municipio aus, mit Blick auf die Überreste der Mauern des antiken Hafens.
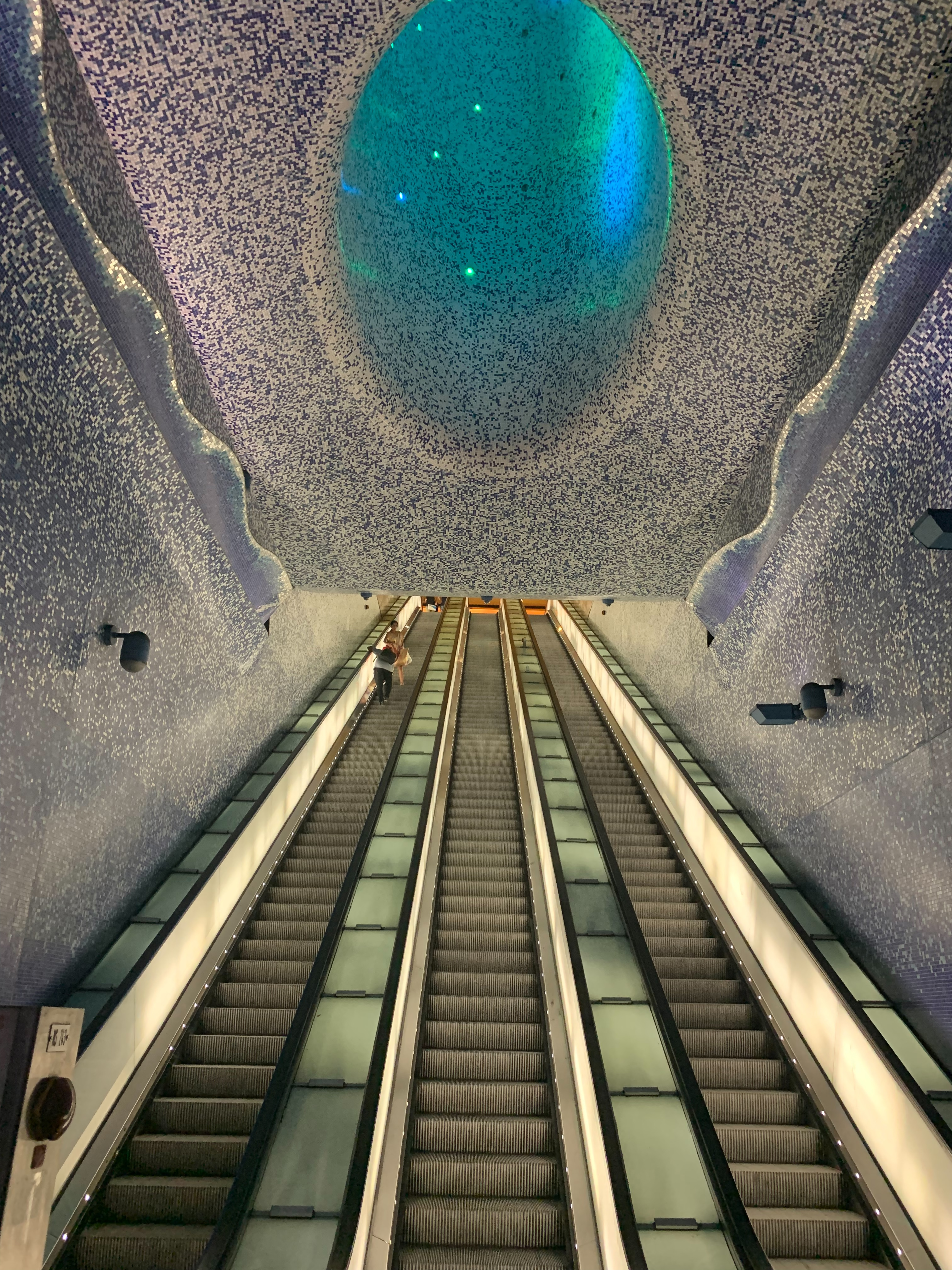
Der Crater de luz von Óscar Tusquets in der Station Toledo.
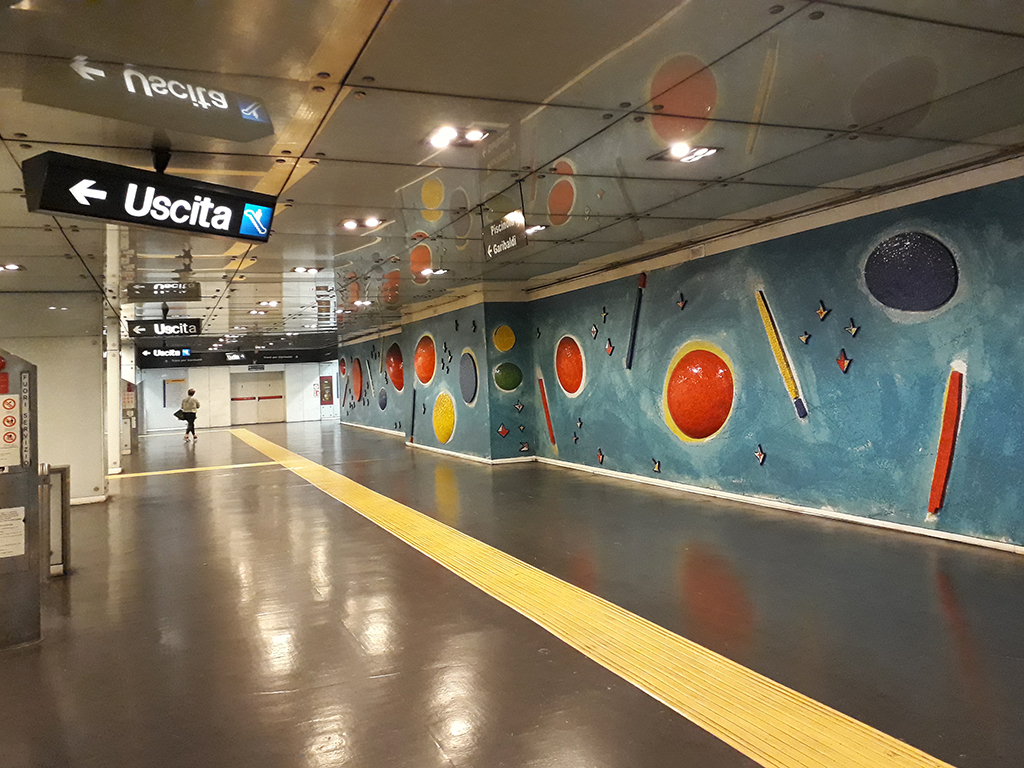
Das Mosaik Universo senza bombe, regno dei fiori. 7 angeli rossi von Nicola De Maria im Eingangsbereich der Station Dante.
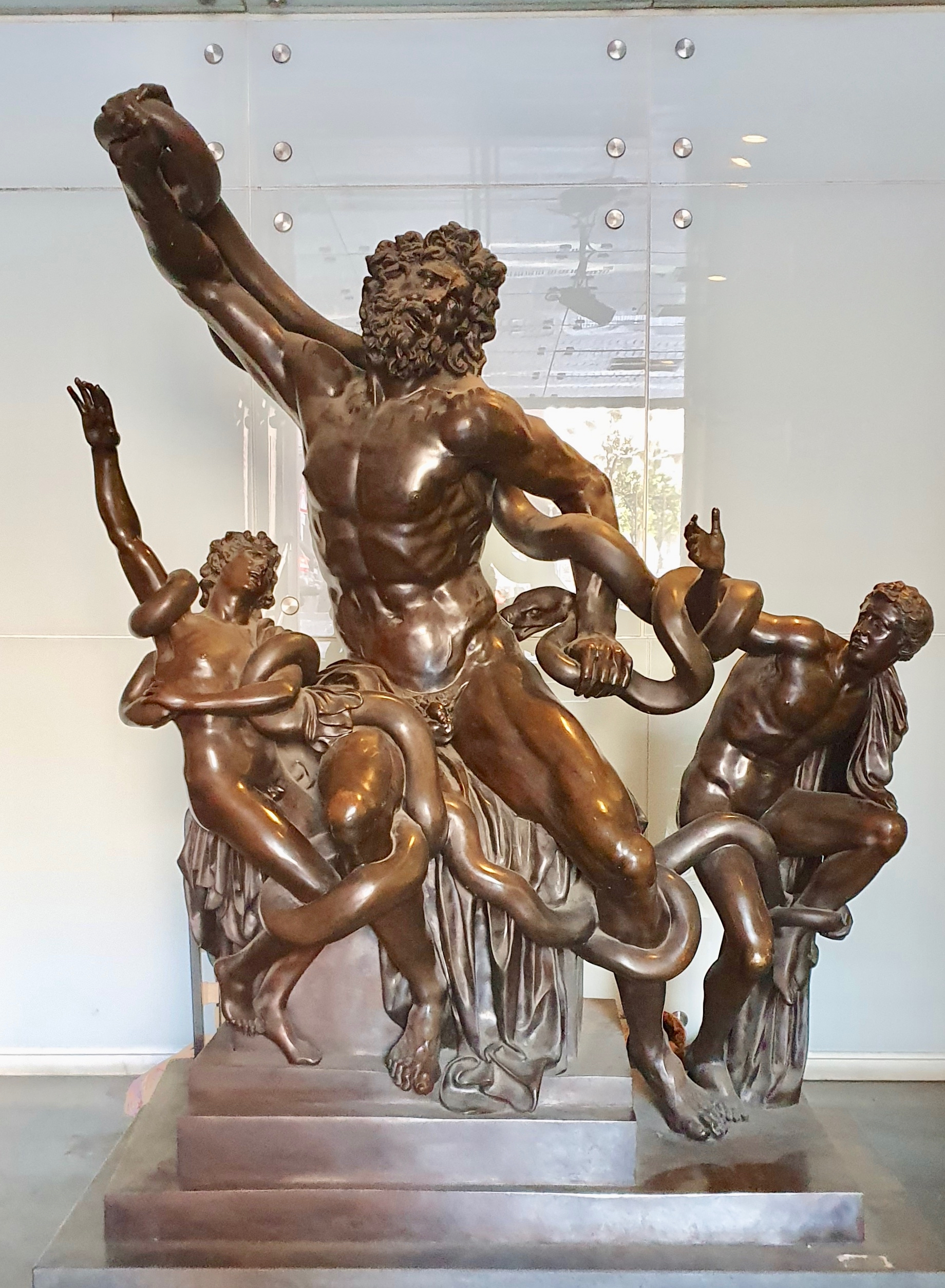
Statuen beim Eingang der Station Museo.

Die Linie 1 der U-Bahn von Neapel ist bekannt für ihre „Kunststationen“ (Stazioni dell’arte), die ein bedeutendes künstlerisches Erbe beherbergen. Diese Stationen zeichnen sich durch die Integration zeitgenössischer Kunstwerke und Installationen aus, die von international renommierten Künstlern geschaffen wurden. Diese Initiative macht jede Station nicht nur zu einem Verkehrsknotenpunkt, sondern auch zu einem kulturellen Anziehungspunkt.
Die Station Garibaldi, entworfen vom französischen Architekten Dominique Perrault, ist ein bemerkenswertes Beispiel für moderne und funktionale Architektur. Die Station, die das Bahnhofsviertel sowie die Stadtteile Duchesca und Vasto bedient, verfügt über eine große metallische Pergola aus perforiertem Teflon, die Schatten auf den darunterliegenden unterirdischen Platz spendet, auf dem zahlreiche kommerzielle Aktivitäten vorgesehen sind. Das Innere der Station ist geprägt von satiniertem und glänzendem Stahl, ergänzt durch leuchtend orangefarbene Details. Eine gläserne Überdachung sorgt dafür, dass natürliches Licht bis zur Bahnsteigebene in etwa 40 Metern Tiefe vordringt. Zwei große Werke von Michelangelo Pistoletto mit dem Titel „Stazione“ sind nahe der letzten Rolltreppen installiert. Sie bestehen aus spiegelnden Stahlpaneelen mit fotografisch bedruckten Bildern von Passagieren, die statische und reflektierende Bilder für eine dynamische, interaktive Wirkung kombinieren.
Die Station Università, entworfen von Karim Rashid und Alessandro Mendini und am 26. März 2011 eröffnet, ist eine Hommage an das digitale Zeitalter und die Informationswelt. Mit ihrer farbenfrohen und eklektischen Gestaltung verwendet sie Materialien wie Corian und spiegelnden Stahl. Starke Farbkontraste zwischen Fuchsia und Limettengrün leiten die Passagiere visuell. Kunstwerke wie die Säulen Conversational Profile, der Leuchtkasten Ikon und die Skulptur Synapsi symbolisieren Kommunikation und menschliche Intelligenz.
Die Station Municipio, gestaltet von Álvaro Siza Vieira und Eduardo Souto de Moura, ist für die zahlreichen historischen und archäologischen Funde während der Bauarbeiten besonders bedeutend. Diese Funde, darunter Überreste des antiken Hafens von Neapolis und der Befestigungen des Castel Nuovo (Maschio Angioino), wurden in die Architektur der Station integriert, die somit sowohl Museum als auch Verkehrsknotenpunkt ist.
Die Station Toledo, entworfen von Óscar Tusquets Blanca und am 17. September 2012 eröffnet, wurde als unterseeisches Reiseerlebnis gestaltet. Zu den Gestaltungselementen gehören der Crater de luz, ein großer Lichtschacht, der alle Ebenen der Station durchzieht, sowie künstlerische Installationen wie Relative Light von Robert Wilson und By the sea... you and me, die eine Meeresumgebung nachempfinden.
Die Station Dante, entworfen von Gae Aulenti und am 27. März 2002 eröffnet, befindet sich unter der gleichnamigen Piazza und bewahrt die barocke Struktur des Platzes. Die Innenräume der Station sind mit Werken zeitgenössischer Künstler wie Carlo Alfano, Joseph Kosuth, Michelangelo Pistoletto und Jannis Kounellis gestaltet, wodurch Kunst, Architektur und städtisches Design nahtlos miteinander verschmelzen.
Die 2001 eröffnete Station Museo verbindet die Linie 1 mit dem Archäologischen Nationalmuseum von Neapel über einen Rollkorridor. Ebenfalls von Gae Aulenti entworfen, zeigt die Station Reproduktionen bedeutender klassischer Kunstwerke und Fotografien, die die Schätze des nahegelegenen Museums vorwegnehmen.
Die Station Materdei, gestaltet von Alessandro Mendini und 2003 eröffnet, zeichnet sich durch einen mit Mosaiken verkleideten Eingang, eine große gelb-grüne Sternskulptur und zeitgenössische Kunstwerke aus. Lebendige Farben und geometrische Formen bereichern das Reiseerlebnis der Fahrgäste.

## Rollmaterial

### Die ersten Fahrzeuge: die Metronapoli M1
Die ersten Züge, die auf der Linie in Betrieb genommen wurden, waren die Elektrozüge der Serie M1, hergestellt von einem Konsortium bestehend aus Firema Trasporti (damals Officine Fiore), Ansaldo Trasporti und Sofer-Breda Costruzioni Ferroviarie. Sie wurden in den 1980er Jahren entworfen, zwischen 1991 und 1992 gebaut und sind seit 1993 im Einsatz. Das Design orientierte sich hauptsächlich an den Zügen der Serie MA 100 der U-Bahn von Rom.
Die Anzahl der verfügbaren Züge hat sich im Laufe der Jahre zunehmend verringert, sodass im Jahr 2023 nur noch 4 Züge (12 Triebwagen in Dreifachkomposition) auf der Linie im Einsatz waren.
Im Verlauf des Jahres 2024 wurden sie außer Betrieb genommen und in Depots eingelagert, bereit, nur im Notfall wieder in Betrieb genommen zu werden.

### Die Züge CAF Inneo
Die CAF-Inneo-Züge bestehen aus sechs Wagen Tc-M-M-M-M-Tc, wobei die Steuerwagen als R.0XX und die mittleren Triebwagen als M.0XX klassifiziert sind. Insgesamt wird es 24 Züge mit einer Länge von 108 Metern geben, die aus 6 Wagen bestehen und eine Kapazität von 1.200 Personen bieten.
Die ersten 10 CAF-Inneo-Züge, die 2017 für 87,6 Millionen Euro vom spanischen Unternehmen Construcciones y Auxiliar de Ferrocarriles (CAF) erworben wurden, sollten die langen Wartezeiten beheben, die durch die unzureichende Anzahl von Zügen in Bezug auf die Streckenlänge und das Alter der vorherigen Züge, der Metronapoli M1, entstanden waren, die fast 30 Jahre im Dienst waren. Später wurde die Anzahl der Züge auf 24 erhöht, mit einer zusätzlichen Investition, die die Gesamtkosten auf 192 Millionen Euro erhöhte.
Im Oktober 2019 präsentierte der Bürgermeister Luigi de Magistris die ersten Bilder der neuen INNEO-Züge, die im CAF-Werk in San Sebastián hergestellt wurden. Die erste Einheit wurde am 9. März 2020 geliefert, zu Beginn des Lockdowns, der durch die COVID-19-Pandemie verursacht wurde. Dies verhinderte den Beginn der notwendigen Tests für die Inbetriebnahme der Züge, die schließlich im Juli 2020 begann. Die Inbetriebnahme des ersten Zuges fand schließlich am 18. Oktober 2022 im Beisein des Bürgermeisters Gaetano Manfredi statt.
Im Dezember 2024 sind die Tests abgeschlossen worden und 14 CAF-Inneo-Züge sind im Einsatz. Derzeit werden täglich 9 Züge auf der Linie eingesetzt.
Zehn Züge des gleichen Typs verkehren auf der Linea 11, von Piscinola an der Linie 1 nach Aversa.